# 錫楚埃特 (麻薩諸塞州)
錫楚埃特（英語：Scituate）是一個位於美國麻薩諸塞州普利茅斯縣的鎮。

## 人口
根據2020年美國人口普查的數據，錫楚埃特的面積為82.40平方千米，當中陸地面積為45.70平方千米，而水域面積為36.70平方千米。當地共有人口19063人，而人口密度為每平方千米231人。